# Zadî, Drohobîci
Zadî (în ucraineană Зади) este un sat în comuna Hrușiv din raionul Drohobîci, regiunea Liov, Ucraina.

## Demografie
Componența lingvistică a localității Zadî
     Ucraineană (100%)
Conform recensământului din 2001, toată populația localității Zadî era vorbitoare de ucraineană (100%).